# أنوشيروان (إسفراين)
أنوشيروان (بالفارسية: انوشیروان) هي قرية تقع في قسم ميلانلو الريفي (مقاطعة إسفراين) في إيران. يقدر عدد سكانها بـ 63 نسمة بحسب إحصاء 2016.